# Kelly Sue DeConnick
Kelly Sue DeConnick (Ohio, 15 de julho de 1970) é uma autora de histórias em quadrinhos americanas. É a criadora das séries Pretty Deadly e Bitch Planet, publicadas pela Image Comics e ilustradas por Emma Ríos e Valentina de Landro, respectivamente, e é também a atual roteirista da revista Captain Marvel.
Em 2012 foi escolhida pela Marvel Comics para reformular a personagem Carol Danvers, que passou a adotar a alcunha de "Capitã Marvel" e a protagonizar uma revista própria, intitulada Captain Marvel. No mesmo ano começaria a trabalhar com a Dark Horse Comics num reboot da personagem "Ghost" e, ao lado do escritor Chris Sebela, lançaria uma nova série para a personagem.
Foi indicada ao Eisner Award de "Melhor Escritora" em 2014 por seu trabalho em Pretty Deadly e Captain Marvel. Jordie Bellaire, colorista de ambos as séries, ganharia a categoria de "Melhor Colorista". Emma Ríos, responsável pela arte de Pretty Deadly, seria indicada às categorias de "Melhor Capista" e "Melhor Desenhista". DeConnick é casada com o também escritor Matt Fraction, com quem tem dois filhos, Henry e Tallulah.